# Berry (Québec)
Pour les articles homonymes, voir Berry (homonymie).
Berry est une municipalité de la province de Québec, dans la municipalité régionale de comté (MRC) d'Abitibi, de la région administrative d'Abitibi-Témiscamingue.

## Toponymie
« Tirant son nom d'un canton abitibien adopté en 1907 et proclamé en 1916, la municipalité de Berry, créée en 1981, évoque l'un des régiments qui ont servi dans l'armée de Montcalm. Cette troupe est arrivée en 1757 et a pris part à plusieurs campagnes, notamment celle de Carillon en 1758. Les soldats recrutés provenant presque tous de la région française du Berry, ce régiment a adopté purement et simplement son nom ».

## Histoire
- 1916 : Fondation du canton de Berry.
- 1er janvier 1981 : Le canton de Berry devient la municipalité de Berry.

## Démographie
| 1991 | 1996 | 2001 | 2006 | 2011 | 2016 | 2021 |
| ---- | ---- | ---- | ---- | ---- | ---- | ---- |
| 518  | 501  | 489  | 560  | 625  | 538  | 535  |

## Administration
Les élections municipales se font en bloc pour le maire et les six conseillers.
| Berry Maires depuis 2001                                                                                             |                  |         |          |
| Élection | Maire            | Qualité | Résultat |
| 2001 | Jacques Hébert   |         | Voir     |
| 2005 | Jules Grondin    |         | Voir     |
| 2009 | Jean-Pierre Naud |         | Voir     |
| 2013 | Raymond Doré     |         | Voir     |
| 2017 | Raymond Doré     | Voir    |          |
| 2021 | Jules Grondin    |         | Voir     |
| Élection partielle en italique Depuis 2005, les élections sont simultanées dans toutes les municipalités québécoises |                  |         |          |